# Супер Майк
«Супер Майк» (англ. Magic Mike) — американський фільм Стівена Содерберга. У головних ролях Ченнінг Татум, Алекс Петтіфер, Меттью Бомер, Джо Манганьєлло, Меттью Макконехі. Фільм частково заснований на реальних подіях, які відбувалися з Ченнінгом Татумом, який в 19 років підробляв стриптизером в Тампі, Флорида. Світова прем'єра відбулася 28 червня 2012 року.

## Сюжет
Не місце прикрашає людину, а людина місце. Мрія Майка — бути дизайнером ексклюзивних меблів. Та для того, щоб почати свою справу, жити своїм життям, йому доводиться працювати в шоу стриптизерів і бути там найкращим — Супер Майком — ласою принадою для будь-якої персони жіночої статі — повнолітньої, звичайно. Він намагається залишатися самим собою, але паралельне нічне життя сповнене спокус і «спецефектів». Воно схоже на суцільне свято і здатне поглинути будь-кого. Дуже легко втратити дорогу назад у реальний світ і, головне, до себе. У таких випадках добре, якщо хтось світить тобі в пітьмі.

## У ролях
- Ченнінг Татум — Майкл "Супер Майк" Лейн
- Алекс Петтіфер — Адам "Малюк"
- Коді Хорн — Брук
- Олівія Манн — Джоанна
- Меттью Макконехі — Даллас
- Джо Манганьєлло — "Великий прутень Річчі"
- Меттью Бомер — Кен
- Кевін Неш — "Тарзан"
- Райлі Кіо — Нора
- Венді Маклендон-Кові — Тара
- Камрін Граймс — дівчина-іменинниця
- Бетсі Брандт — банкір

## Виробництво
У 2010 році, даючи інтерв'ю австралійській газеті «The Sydney Morning Herald», Татум сказав, що він хотів би зняти фільм про свій досвід роботи в чоловічому стриптизі. У ролі режисера він хотів бачити Ніколаса Рефна, автора фільму Бронсон. Після того, як Содерберг затвердив на головні ролі Татума і Петтіфера, сценарій довелося коригувати.
Перший офіційний трейлер вийшов у світ 18 квітня 2012 року і був зустрінутий «на ура».

## Відгуки критиків
У перший же день прокату фільм отримав позитивні відгуки від критиків. Рейтинг фільму на сайті Rotten Tomatoes становить 81 %, на сайті Metacritic — 72 %. Журнал The Hollywood Reporter назвав фільм «зразком чоловічої краси з серцем і м'язами».